# Венецуела на Светском првенству у атлетици у дворани 2012.
Венецуела је учествовала на Светском првенству у атлетици у дворани 2012. одржаном у Истанбулу од 9. до 11. марта четврти пут. Репрезентацију Венецуеле представљала су четири такмичара који је учествовали у штафети 4 х 400 метара.
На овом првенству Венецуела није освојила ниједну медаљу али је оборен национални рекорд.

## Учесници
Мушкарци:
- José Acevedo — 4 х 400 м
- Omar Longart — 4 х 400 м
- Алберто Агилар — 4 х 400 м
- Фреди Мазонес — 4 х 400 м

## Резултати

### Мушкарци
| Атлетичар      | Дисциплина | Лични рекорд | Квалификација | Квалификација | Финале                | Финале | Детаљи |
| Атлетичар      | Дисциплина | Лични рекорд | Резултат      | Место         | Резултат              | Место  | Детаљи |
| -------------- | ---------- | ------------ | ------------- | ------------- | --------------------- | ------ | ------ |
| José Acevedo   | 4 х 400 м  |              | 3:11,11 НР    | 9             | Није се квалификовала | 9 / 12 |        |
| Omar Longart   | 4 х 400 м  |              | 3:11,11 НР    | 9             | Није се квалификовала | 9 / 12 |        |
| Алберто Агилар | 4 х 400 м  |              | 3:11,11 НР    | 9             | Није се квалификовала | 9 / 12 |        |
| Фреди Мазонес  | 4 х 400 м  |              | 3:11,11 НР    | 9             | Није се квалификовала | 9 / 12 |        |